# Cristo del Mare
Il Cristo del Mare di Taranto è una statua situata sui fondali della rada di Mar Grande, nei pressi di Capo San vito. 
Dedicata ai caduti civili e militari del mare, fu realizzata dallo scultore Lucini nel 1985, per volontà del tarantino Cesario Liberato, che volle far dono dell'opera alla città insieme all'Agenzia Marittima Valentino Gennarini e all'Agenzia Marittima Pignatelli, Marzo e Danese. 
L'opera, che è alta 1,65 metri e poggia su di un piedistallo in cemento armato, raffigura un Cristo benedicente con lo sguardo rivolto al cielo e le braccia aperte in segno di pace.
Il 15 agosto 1985, nel corso di una cerimonia officiata dall'Arcivescovo di Taranto Monsignor Guglielmo Motolese, fu posata ad una profondità di 8 metri sul fondo del mare, con l'ausilio di un elicottero della Marina Militare Italiana, di rimorchiatori e di sommozzatori. 
Recentemente restaurata dallo scultore Francesco Trani a causa della rottura di una mano e di un braccio, è stata riposizionata sul fondo del mare il 26 agosto 2004.
Annualmente, nel giorno dell'anniversario della prima posa, viene celebrata una cerimonia durante la quale si rinnova la richiesta di protezione per tutti i lavoratori del mare. Al termine della stessa viene lanciata in acqua una corona di alloro in memoria dei caduti del mare.
La posizione in superficie è segnalata da una boa a catena di colore giallo.
A novembre 2022 si ha notizia della scomparsa della statua, presumibilmente trafugata.